# Ottaviano degli Ubaldini
Ottaviano degli Ubaldini (1214-1273), anomenat també Attaviano, va ser un cardenal italià. En el seu temps també era anomenat simplement "el Cardenal".
Era original d'una il·lustre família gibel·lina de Florència. Va esdevenir Arquebisbe de Bolonya el 1240 (tot i que el nomenament no fou confirmat), i el 28 de maig de 1244 el Papa Innocenci IV el va nomenar cardenal.
Molts comentaristes antics indiquen que era un fervent partidari de la causa gibel·lina; l'únic a la cort papal. Tanmateix, va comandar un exèrcit del Papa per fer front a l'emperador Frederic II (encara que mai va arribar a enfrontar-s'hi).
A la Divina Comèdia de Dante el poeta el situa a l'Infern amb els heretges epicurs, cremant al costat del mateix Frederic II.
Va ser oncle de l'arquebisbe Rugguere degli Ubaldini.